# Pensioenbreuk
Een pensioenbreuk treedt op als iemand door verandering van werkkring of door een veranderde situatie bij de werkgever over moet stappen naar een andere pensioenregeling. De pensioenbreuk is meestal nadelig voor de werknemer omdat het uitgestelde pensioen van de eerste werkgever over het salaris bij vertrek wordt berekend. Bij een eindloonsysteem werken toekomstige salarisverhogingen dan slechts in een deel van het pensioen door. Bij een middelloonsysteem bestaat dit nadeel echter niet. Ernstiger is dat bij veel pensioenregelingen het uitgestelde pensioen ook niet waardevast is. Pensioenbreuk kan echter in een aantal gevallen worden voorkomen of beperkt door gebruik te maken van een zogenoemde waardeoverdracht. 